# Contrabasconcert (Aho)
De Finse componist Kalevi Aho voltooide zijn Contrabasconcert in de nalente van 2005.
Aho is dan al jaren bezig een concerto te schrijven voor welk muziekinstrument dan ook. Bij het schrijven van een contrabasconcert zag hij zich geconfronteerd met twee moeilijkheden. Er kan wel forte op een contrabas gespeeld worden, maar het geluid van het strijkinstrument blijft van kracht ook dan achter bij een gelijke sterkte gespeeld op andere muziekinstrumenten. Hij moest de instrumentatie dus dun houden. Het tweede probleem was dat hij onvoldoende kennis had van de mogelijkheden en onmogelijkheden bij het bespelen van de contrabas. Hij leende om dat te ervaren een contrabas bij de beoogd solist en opdrachtgever Eero Munter en probeerde zijn schetsen in (een zeer) laag tempo uit. Het resultaat werd een contrabasconcert in vijf aaneengesmede delen:
- Moderato, passionato
- Cadenza I (pizzicato)
- Presto – tranquillo – presto
- Misterioso (Cadenza II)
- Andante – allegro ritmico

Het werk opent met een melodieachtige structuur, die overgaat in een pizzicato gespeelde cadens, waarbij ook de harp te horen is. In deel drie wisselt de bassist tussen de allerhoogste (in presto) en allerlaagste (in tranquillo) tonen van de bas. Deel 4 laat de tweede cadens horen; de solist wordt hierbij ondersteund door lichtklinkend percussie. Deel 5 begint langzaam, accelereert naar virtuositeit van de solist, maar sterft vervolgens langzaam en zacht weg. De solist strijkt niet meer, maar tapt op snaren en lichaam van de bas; de blaasinstrumenten brengen hijgachtige klanken voort.
Eero Munter, solobassist van het Symfonieorkest van Lahti gaf met dat orkest onder leiding van Osmo Vänskä uit die stad de première op 6 december 2005 en nam het vijf jaar later op voor Bis Records, dat het merendeel van Aho's werken probeert vast te leggen. 
Orkestratie:
- solocontrabas
- 2 dwarsfluiten, 2 hobo's, 2 klarinetten, 2 fagotten
- 2 hoorns, 2 trompetten,  geen trombones, 1 eufonium,  1 tuba
- 2 man/vrouw percussie, 1 harp
- violen, altviolen, celli, contrabassen